# Cornelis Houtman (theoloog)
Cornelis Houtman (roepnaam: Cees; * 6 april 1945 in Bodegraven) is een Nederlands protestants theoloog en was hoogleraar voor het Oude Testament aan de Theologische Universiteit Kampen.

## Levensloop en werk
Cornelis Houtman werd geboren als zoon van de gelijknamige gereformeerde predikant Cornelis Houtman en diens echtgenote Neeltje Mak. Hij studeerde van 1963 tot 1970 theologie aan de Faculteit der Godgeleerdheid aan de Vrije Universiteit Amsterdam, waar hij in 1974 met als promotor Nico Herman Ridderbos cum laude promoveerde op de dissertatie De hemel in het Oude Testament. Een onderzoek naar de voorstellingen van het oude Israël omtrent de kosmos. Vanaf 1967 was hij in dienst van de Theologische Faculteit van de Vrije Universiteit, eerst als student-assistent, vanaf 1970 als wetenschappelijk medewerker voor het Oude Testament. In 1990 volgde hij Edward Noort op als hoogleraar Oude Testament aan de Theologische Universiteit van de Gereformeerde Kerken in Nederland te Kampen (Oudestraat 6, Koornmarkt 1), die in 2007 opging in de Protestantse Theologische Universiteit van de Protestantse Kerk in Nederland met momenteel vestigingen in Amsterdam en Groningen. In de periode 1993-1997 was hij rector van de universiteit. In 2006 werd hij geëmeriteerd.
Op instigatie van zijn leermeester Ridderbos verdiepte Houtman zich na zijn promotie in de eerst vijf boeken van de Bijbel. Het resulteerde in Inleiding in de Pentateuch (1980, Duitse vertaling 1994), een brede studie van de geschiedenis van het onderzoek met een kritische beoordeling van de traditionele literaire kritiek. Het boek Deuteronomium typeerde hij daarin als een goed geslaagd pseudepigrafisch werk, de pentateuch als geheel als het product van een lang wordingsproces, bepaald geen literaire eenheid, maar wel als een eenheid bedoeld en een integraal onderdeel van het in het midden van de zesde eeuw vóór Christus redactioneel geconcipieerde grote geschiedwerk Genesis tot en met 2 Koningen. Zijn uitvoerige uitleg van het boek Exodus ten behoeve van de serie Commentaar op het Oude Testament (1986-1996), gekenmerkt door filologische zorgvuldigheid en bijzondere aandacht voor de receptiegeschiedenis, werd in vier delen in Engelse vertaling opgenomen in de Historical Commentary on the Old Testament (1993-2002). Daarnaast resulteerde de studie van Exodus in de op een breed publiek gerichte uitleg van het boek in de reeks Tekst en toelichting (1988, 1997) en in een in het Duits gestelde commentaar op het Verbondsboek (Ex 21-23; 1997). Vanaf 1980 verzorgde Houtman een reeks publicaties over Nederlandse bijbelvertalingen en mengde hij zich in de discussie over het bijbelvertaalwerk. Hij toonde zich afkerig van ‘nederhebreeuwse’ vertalingen en bepleitte de uitgave van overzettingen in verstaanbaar, aantrekkelijk Nederlands. Eveneens vanaf 1980 gaf hij blijk van zijn interesse voor de geschiedenis van het oudtestamentisch onderzoek in Nederland door de publicatie van een aantal biografische portretten van oudtestamentici, voor het grootste deel verschenen in het Biografisch lexicon voor de geschiedenis van het Nederlandse protestantisme.
Vanaf het einde van de jaren negentig richtte Houtman zijn aandacht in toenemende mate op de receptiegeschiedenis van het Oude Testament, niet alleen in het verre verleden, maar ook in de stichtelijke literatuur vanaf de negentiende eeuw, alsmede in de beeldende kunst, de muziek en de film. Hij publiceerde een monografie over de ‘Wirkungsgeschichte’ van de in Genesis 39 verhaalde intrigerende ‘affaire’ rondom Jozef en de vrouw van Potifar (1998) en, in samenwerking met zijn latere opvolger Klaas Spronk (* 1957), studies over de dochter van Jefta (1999, Duitse vertaling 2007) en Simson (2004). Zijn visie op de christelijke hermeneutiek van het Oude Testament ontvouwde hij in De Schrift wordt geschreven (2006). Hij betoogde daarin dat de meerstemmige Bijbel het product is van een proces van binnenbijbelse actualisatie en nieuwe interpretatie en hij in zijn canonieke vorm het voorwerp is van een eveneens doorgaand proces van interpretatie. Gelovigen leven volgens hem met als kompas een ‘losbladig’, ‘Nieuwer’ of ‘Derde Testament’, een beknopte geloofsleer en ethiek, ontstaan in gesprek met de Bijbel, de christelijke traditie en wat er omgaat in de samenleving en de wereld. Met zijn standpunt nam Houtman afscheid van de orthodoxe Schriftbeschouwing. Naderhand gaf hij in een artikel over ‘de kwetsbaarheid van de Schrift’ te kennen te ‘lijden aan de Bijbel’ vanwege het vele daarin dat aanstoot geeft of voor raadselen stelt en verdedigde een weg tussen Schriftverguizing (vrijdenkerij) en Schriftverafgoding (orthodoxie), een weg waarop het Woord van God geen bezit is, maar gezocht wordt. Zijn opvatting dat de Bijbel slechts bestaat in de vorm van interpretatie illustreerde hij na 2006 in Bijbelse geschiedenis herverteld (2010) en Kinderkerk en kinderpreek (2013), maar ook in Weerloos voor de rechtbank van de rede (2015), waarin hij liet zien hoezeer de Bijbel met verschillende ogen wordt gelezen en de christelijke interpretatie van de Bijbel en die van de vrijdenkers werelden van verschil vertegenwoordigen. Zijn interesse voor de stichtelijke bijbelinterpretatie en haar auteurs bracht Houtman in aanraking met de in de Nederlandse protestantse kerkgeschiedenis vrijwel vergeten en ondergewaardeerde beroepsgroep van de godsdienstonderwijzers, aan wie hij de monografie De selfmade dominee als auteur (2022) wijdde. Zijn aandacht voor de protestantse stichtelijke lectuur voerde hem ook binnen in de wereld van het zondagsschoolboekje, een vorm van protestantse massa- en triviaalliteratuur, door hem geanalyseerd in Kerst, Pasen en Pinksteren (2002).
Houtman was van 1990 tot 2022 lid van de redactie van de Historical Commentary on the Old Testament en tot 2006 haar secretaris. Van 1999 tot 2006 was hij voorzitter van de redactie van het Biografisch lexicon voor de geschiedenis van het Nederlandse protestantisme. In 1998 werd hij door de synode van de Gereformeerde Kerken beroepen als predikant in algemene dienst met als opdracht het onderwijs aan de Theologische Universiteit Kampen.
Houtman is sinds 1968 gehuwd met Johanna Maria ter Hoeve (* 1943). Samen hebben zij vijf kinderen. Hij en zijn vrouw zijn overtuigde vegetariërs en geheelonthouders.

## Publicaties
Hieronder worden de monografieën genoemd. Als er van een Nederlands werk een vertaling in het Duits of het Engels is verschenen wordt alleen die als de meest actuele versie vermeld. Alle wetenschappelijke artikelen tot 2005 worden in de bibliografie van de feestbundel genoemd. De vanaf 2006 verschenen artikelen worden vermeld op Houtmans Homepage.
- Nederlandse vertalingen van het Oude Testament. Hun ontstaan, karakter en ontvangst. ’s-Gravenhage: Boekencentrum, 1980. ISBN 978-90-239-0531-8.
- Wereld en tegenwereld. Mens en milieu in de bijbel / mens en milieu en de bijbel. Baarn: Ten Have, 1982. ISBN 90-259-4220-2.
- Exodus 1. Een praktische bijbelverklaring. [1,1–15,21] (= Tekst en toelichting). Kampen: Kok, 1988. ISBN 90-242-3394-1.
- Het altaar als asielplaats. Beschouwingen over en naar aanleiding van Exodus 21:12–14 (= Kamper cahiers. 70). Kampen: Kok, 1990. ISBN 90-242-3250-3.
- Der Himmel Im Alten Testament. Israels Weltbild Und Weltanschauung (= Oudtestamentische studiën. 30). Leiden: Brill, 1993. ISBN 978-90-04-09690-5.
- Exodus. Chapters 1:1–7:13. Deel 1 (= Historical Commentary on the Old Testament). Leuven: Peeters, 1993. ISBN 978-90-242-6213-7.
- Der Pentateuch. Die Geschichte seiner Erforschung neben einer Auswertung (= Contributions to Biblical Exegesis and Theology. 9). Leuven: Peeters, 1994. ISBN 90-390-0114-6.
- Exodus. Chapters 7:14–19:25. Deel 2 (= Historical Commentary on the Old Testament). Leuven: Peeters, 1996. ISBN 978-90-242-6194-9.
- Exodus 2. Een praktische bijbelverklaring. [15,22–40,38] (= Tekst en toeliching). Kampen: Kok, 1997. ISBN 90-242-9282-4.
- Das Bundesbuch. Ein Kommentar (= Documenta Et Monumenta Orientis Antiqui. 24). Leiden: Brill, 1997. ISBN 978-90-04-10859-2.
- Een wellustige en valse vrouw? Over een intrigerende „affaire“ in Schrift en uitleg. Kampen: Kok, 1998. ISBN 978-90-242-9347-6.
- Overtuigd van de relevantie van de Schrift. Jan Leunis Koole als theoloog en exegeet (= Kamper Oraties. 12). Kampen: Theologische Universiteit, 1998. ISBN 90-73954-32-0.
- Exodus. Chapters 20–40. Deel 3 (= Historical Commentary on the Old Testament). Leuven: Peeters, 2000. ISBN 978-90-242-6234-2.
- Exodus. Supplement. Deel 4 (= Historical Commentary on the Old Testament). Leuven: Peeters, 2002. ISBN 90-429-1126-3.
- Meer dan boeiend. Simson in twee poses (= Kamper Oraties. 27). Kampen: Theologische Universiteit, 2003. ISBN 90-73954-68-1.
- (met Klaas Spronk) Ein Held des Glaubens? Rezeptionsgeschichtliche Studien zu den Simson-Erzählungen (= Contributions to Biblical Exegesis and Theology. 39). Leuven: Peeters, 2004. ISBN 90-429-1555-2.
- De Schrift wordt geschreven. Op zoek naar een christelijke hermeneutiek van het Oude Testament. Zoetermeer: Meinema, 2006. ISBN 978-90-211-4130-5.
- (met Klaas Spronk) Jefta und seine Tochter. Rezeptionsgeschichtliche Studien zu Richter 11,29–40 (= Altes Testament und Moderne. 21). Berlin: Lit, 2007. ISBN 978-3-8258-0846-4.
- Bijbelse geschiedenis herverteld. Woord en beeld – Vraag en antwoord. Heerenveen: Groen, 2010. ISBN 978-90-5829-993-2.
- Kinderkerk en kinderpreek. Geloofsopvoeding in het negentiende-eeuwse protestantse Nederland. Heerenveen: Groen, 2013. ISBN 978-90-8897-077-1.
- Weerloos voor de rechtbank van de rede. De Bijbel en het vrije denken in Nederland 1855–1955. Hilversum: Verloren, 2015. ISBN 978-90-8704-541-8.
- Klaas van Belkum, godsdienstonderwijzer te Leeuwarden. Negentiende-eeuws propagandist van de Hervorming en Inwendige Zending (= Reformatorische Stemmen. 2019/1). Baarn: Ten Willem de Zwijgerstichting, 2019. ISBN 978-90-72462-65-7.
- De selfmade dominee als auteur. Zesentwintig portretten uit de lange negentiende eeuw. Zutphen: Walburg Pers, 2022. ISBN 978-94-6249-869-3.
- Kerst, Pasen en Pinksteren in zondagsschoolboekjes en andere negentiende-eeuwse lectuur voor de jeugd. Amstelveen: EON Pers, 2022. ISBN 978-90-77246-98-6.